# UCI女子ロードワールドカップ2010
UCI女子ロードワールドカップ2010は、UCI女子ロードワールドカップの2010年のシリーズ戦。マリアンヌ・フォスが史上最多となる、3度目の総合優勝を果たした。

## 日程
| 日   | # | レース名                                                       | 優勝者                         | チーム                         | 総合首位           |
| ---- | - | -------------------------------------------------------------- | ------------------------------ | ------------------------------ | ------------------ |
| 3/28 | 1 | トロフェオ・アルフレード・ビンダ＝コムーネ・ディ・チッティリオ | マリアンヌ・フォス             | チーム・ネデルラント・ブルイト | マリアンヌ・フォス |
| 4/4  | 2 | ロンド・ファン・フラーンデレン                                 | フラス・フェルベック           | ロット・レディースチーム       | マリアンヌ・フォス |
| 4/10 | 3 | ロンド・ファン・ドレンテ                                       | ルス・フネウェイク             | チーム・ネデルラント・ブルイト | マリアンヌ・フォス |
| 4/21 | 4 | フレッシュ・ワロンヌ                                           | エマ・プーリー                 | サーヴェロ・テストチーム・女子 | マリアンヌ・フォス |
| 5/9  | 5 | ツアー・オブ・崇明島                                           | イーナ＝ヨーコ・トイテンベルク | HTC - コロンビア・女子         | マリアンヌ・フォス |
| 6/6  | 6 | GP・デ・ラ・ビリェ・デ・バリャドリー                           | シャルロッテ・ベッカー         | サーヴェロ・テストチーム・女子 | マリアンヌ・フォス |
| 7/30 | 7 | オープン・デ・スエデ・ヴォルゴルダ チームタイムトライアル      | サーヴェロ・テストチーム・女子 | サーヴェロ・テストチーム・女子 | マリアンヌ・フォス |
| 8/1  | 8 | オープン・デ・スエデ・ヴォルゴルダ                             | キルステン・ヴィルト           | サーヴェロ・テストチーム・女子 | マリアンヌ・フォス |
| 8/21 | 9 | GP・ド・プルエー＝ブルターニュ                                 | エマ・プーリー                 | サーヴェロ・テストチーム・女子 | マリアンヌ・フォス |

## 総合成績

### 個人総合
| 順位 | 選手名                         | 国籍         | チーム                           | ポイント |
| ---- | ------------------------------ | ------------ | -------------------------------- | -------- |
| 1    | マリアンヌ・フォス             | オランダ     | チーム・ネデルラント・ブルイト   | 270      |
| 2    | エマ・ヨハンソン               | スウェーデン | レッド・サン・サイクリングチーム | 209      |
| 3    | キルステン・ウィルト           | オランダ     | サーヴェロ・テストチーム・女子   | 202      |
| 4    | シャルロッテ・ベッカー         | ドイツ       | サーヴェロ・テストチーム・女子   | 182      |
| 5    | ユーディト・アルント           | ドイツ       | HTC - コロンビア・女子           | 161      |
| 6    | アネミック・ファン・フルーテン | オランダ     | チーム・ネデルラント・ブルイト   | 160      |
| 7    | フラス・フェルベック           | ベルギー     | ロット・レディスチーム           | 158      |
| 8    | エマ・プーリー                 | イギリス     | サーヴェロ・テストチーム・女子   | 157      |
| 9    | アドリ・フィセル               | オランダ     | HTC - コロンビア・女子           | 137      |
| 10   | ニコール・クック               | イギリス     | モーリス・サイクリング           | 112      |